# Piotrkówek (Niemcza)
Piotrkówek (niem. Petersrode) – dzielnica miasta Niemcza w województwie dolnośląskim, w powiecie dzierżoniowskim.

## Nazwy
- 1336 Petrikow
- 1651 Petricoviensis
- 1670 Petricoviae
- 1726 Peterckau
- 1783 Petrikau
- 1896 Peterkau
- 1946 Piotrkówek
- 1947 Piotrków
- 1965 Piotrówek
- 1983 Piotrkówek[2]

## Zabytki
- pałac – w zespole pałacowym z drugiej połowy XIX w.
- ruina neogotyckiej wieży ciśnień z XIX w.

## Szlaki turystyczne
droga Szklary-Samborowice – Jagielno – Przeworno – Strużyna – Jegłowa kop. – Gromnik – Biały Kościół – Kazanów – Nieszkowice – Czerwieniec – Kowalskie – Żelowice – Błotnica – Piotrkówek – Ostra Góra – Niemcza – Gilów – Piława Dolna – Góra Parkowa – Bielawa – Kalenica – Nowa Ruda – Tłumaczów – Radków – Pasterka – Karłów – Skalne Grzyby – Batorów – Duszniki-Zdrój – Szczytna – Zamek Leśna – Polanica-Zdrój – Bystrzyca Kłodzka – Igliczna – Międzygórze – Przełęcz Puchacza